# Nérigean
Nérigean é uma comuna francesa na região administrativa da Nova Aquitânia, no departamento da Gironda. Estende-se por uma área de 9,96 km². Em 2010 a comuna tinha 849 habitantes (densidade: 85,2 hab./km²).